# Карабиновка (Черниговская область)
Карабиновка (укр. Карабинівка) — село в Носовском районе Черниговской области Украины. Население 153 человека. Занимает площадь 0,01 км².
Код КОАТУУ: 7423886003. Почтовый индекс: 17141. Телефонный код: +380 4642.

## Власть
Орган местного самоуправления — Степнохуторский сельский совет. Почтовый адрес: 17141, Черниговская обл., Носовский р-н, с. Степные Хутора, ул. Гагарина, 33.